# 77. Infanterie-Division (Wehrmacht)
Die 77. Infanteriedivision war eine deutsche Infanteriedivision im Zweiten Weltkrieg.  

## Geschichte

### Aufstellung
Die Division wurde am 15. Januar 1944 auf dem Truppenübungsplatz Münsingen aufgestellt. Hierfür wurde am 21. Januar 1944, die in der Aufstellung befindlichen 364. Infanterie-Division herangezogen, die dann nicht mehr weiter aufgestellt wurde. 

### Atlantikwall
Nach der Aufstellung war die Division an der französischen Kanalküste bei Caen stationiert.  

### Operation Overlord
Im Jahr 1944 war sie in Kämpfe gegen westalliierte Truppen in der Normandie in Frankreich verwickelt. Bei diesen Kämpfen wurde die Division sehr stark dezimiert und bei St-Malo eingeschlossen.  

### Vernichtung
Durch den Fall von St-Malo am 15. August 1944 ging die Division unter. 